# Frank Träger (Schauspieler)
Frank Träger (* 28. April 1968) ist ein ehemaliger deutscher Schauspieler, der vor allem durch die Rolle des „Alex“ im DDR-Kinderfilm Der lange Ritt zur Schule bekannt wurde.

## Leben
Träger nahm im Alter von 12 Jahren am Casting für die DEFA-Produktion Der lange Ritt zur Schule teil und wurde aus mehreren tausend Kindern für die Hauptrolle des „Alex“ ausgewählt. Für den Film musste Träger das Reiten erlernen. Zu Beginn der Dreharbeiten stürzte er vom Pferd und brach sich einen Arm, was die übrigen Aufnahmen um mehrere Wochen verzögerte. Nach einigen weiteren Auftritten in Fernsehfilmen bzw. -serien wandte sich Träger von der Schauspielerei ab.

## Filmografie (Auswahl)
- 1981: Der lange Ritt zur Schule
- 1983: Automärchen
- 1984: Familie Neumann (Fernsehserie)[2]